# Vera Tørresø
Vera Rosholm Tørresø (8. oktober 1934 i Odense - 25. marts 2013 i New Zealand) var en dansk skuespiller.
Tørresø blev uddannet fra Skuespillerskolen ved Odense Teater i 1955 og var elev af Finn Lassen. Hun debuterede i 1954 som Angelique i Den indbildt syge. Hun medvirkede i flere opsætninger, ligesom hun var med i flere hørespil i radioen.

## Filmografi
- Det store løb (1952)
- Tre finder en kro (1955)
- Sønnen fra Amerika (1957)
- Mor skal giftes (1958)